# Symphurus stigmosus
Symphurus stigmosus és un peix teleosti de la família dels cinoglòssids i de l'ordre dels pleuronectiformes que viu a l'Atlàntic occidental (Florida i Carib).